# Richard Puza
Richard Puza (* 17. August 1943 in Klagenfurt) ist ein katholischer Kirchenrechtler. Er ist seit Sommer 2011 Professor im Ruhestand an der Katholisch-Theologischen Fakultät der Eberhard Karls Universität Tübingen.

## Leben
Richard Puza, Sohn eines Rechtsanwalts, schloss sein Studium der Rechtswissenschaften an der Karl-Franzens-Universität Graz 1965 mit der Promotion ab und bestand die Zweite Staatsprüfung in den Fächern Zivilrecht, Handelsrecht und Strafrecht mit Auszeichnung. Ab 1966 war Puza Vertragsassistent am Institut für Kirchenrecht an der Rechtswissenschaftlichen Fakultät der Karl-Franzens-Universität Graz unter der Leitung von Prof. Dr. Helmut Schnizer, ab 1967 Universitätsassistent. 1972 habilitierte sich Puza mit einer Arbeit über Rechtskraft und fehlerhaftes Urteil in den Dezisionen der Römischen Rota für das Fach Kirchenrecht (veröffentlicht Graz 1973) und wurde danach Oberassistent und Universitätsdozent. Als solcher hielt er nicht nur kirchenrechtliche, sondern auch propädeutische und hochschuldidaktische Lehrveranstaltungen. Daneben intensivierte er seinen kirchenrechtlichen und kirchenrechtsgeschichtlichen Forschungsschwerpunkt durch Forschungsaufenthalte, Archivstudien und Sprachstudien insbesondere in Rom, Siena, Grenoble, Lyon und Aix-en-Provence.
Vom Wintersemester 1978/1979 bis zum Wintersemester 1979/1980 nahm Puza die Vertretung des Lehrstuhls für Kirchenrecht an der Katholisch-Theologischen Fakultät der Eberhard Karls Universität Tübingen wahr, im Sommersemester 1980 ebendort einen entsprechenden Lehrauftrag. 1979 wurde er zum Außerordentlichen Universitätsprofessor für Kirchliche Rechtsgeschichte und Staatskirchenrecht an der Rechtswissenschaftlichen Fakultät der Karl-Franzens-Universität Graz ernannt. Zum 27. November 1980 wurde er zum Ordentlichen Professor (Ordinarius) für Kirchenrecht an der Katholisch-Theologischen Fakultät der Eberhard Karls Universität Tübingen berufen. Diesen Lehrstuhl hatte er bis 2011 inne.
Puza ist seit 1967 verheiratet.

## Leistungen
In den Studienjahren 1981/1982, 1991/1992 sowie 1998/1999 und 1999/2000 war Puza Dekan der Katholisch-Theologischen Fakultät der Eberhard Karls Universität Tübingen sowie in den Studienjahren 1982/1983, 1992/1993 sowie 2000/2001 und 2001/2002 deren Prodekan. Zum Wintersemester 2008/2009 wurde Puza nun erneut zum Dekan gewählt. Zeitweilig war Puza auch Professorensprecher, Koordinator des Forschungsberichts und Vertreter seiner Fakultät im Katholisch-Theologischen Fakultätentag. Innerhalb seiner Fakultät bemüht sich Puza bis heute neben seiner Rolle als Rechtsberater als Koordinator des ERASMUS- und SOKRATES-Programms der Europäischen Union um den internationalen Studentenaustausch und hat dabei auch in innovativer Weise Partnerschaftsabkommen mit islamisch-theologischen Fakultäten in Istanbul und Çanakkale abgeschlossen. Daneben fördert er Studierende als Vertrauensdozent der Studienstiftung des Deutschen Volkes.
Ständige Gastprofessuren führten und führen Puza u. a. nach Pavia, an die Pontificia Facoltà Teologica „San Giovanni Evangelista“ di Sicilia in Palermo, das Institut catholique und die Université Jean Monet in Paris sowie die Université Marc Bloch und die Université Robert Schuman in Straßburg. Er organisiert regelmäßig Fachtagungen in Kooperation mit der Akademie der Diözese Rottenburg-Stuttgart sowie internationale Kongresse.
Puza ist Präsident des European Consortium for Church and State Research sowie u. a. Mitglied im Consortium international „Droit canonique et culture“, in der Consociatio Internationalis Studio Iuris Canonici Promovendo, in der Arbeitsgemeinschaft Fach Kirchenrecht (der Vereinigung der deutschen Fachvertreter für Kirchenrecht) und in der Kirchlichen Rechtsstelle in Kirchenbeitragsangelegenheiten der Diözese Graz-Seckau. Puza war Berater bei der Diözesansynode der Diözese Rottenburg-Stuttgart 1985/1986 sowie Adiutor Secretarii Specialis bei der Bischofssynode 1987 in Rom mit dem Thema „Berufung und Sendung der Laien in Kirche und Welt“. Er ist Diözesanrichter am Bischöflichen Offizialat Rottenburg und wurde vom Bischof von Rottenburg-Stuttgart als Mitglied des Diözesanrats und der Kommission Sexueller Missbrauch durch Geistliche berufen.
Zu Puzas Schülern zählen u. a. die Professoren Andreas Weiß (Katholische Universität Eichstätt), René Pahud de Mortanges (Universität Fribourg) und Jean Werckmeister (Université Marc Bloch Strasbourg) sowie die Privatdozenten Hans-Jürgen Guth (Tübingen) und Karl-Christoph Kuhn (Ratshausen).
Die Forschungsschwerpunkte Puzas liegen vor allem auf den Gebieten der kirchlichen Rechtsgeschichte, des kirchlichen Eherechts und Vermögensrechts sowie des Staatskirchenrechts. Als Gutachter ist er in diesen Bereichen und im Patronatsrecht und Hochschulrecht tätig. In jüngster Zeit erforscht Puza verstärkt das Recht der nicht-katholischen Konfessionen und der anderen Religionen.
Puza hat wissenschaftliche Publikationen von großer Bandbreite verfasst. Neben einem kirchenrechtlichen Lehrbuch (3. Auflage in Vorbereitung) stehen Monographien, Herausgeberschaften von Büchern und Zeitschriften (darunter die Internet-Zeitschrift NomoK@non - (Staats)Kirchenrecht im Web), Aufsätze und Lexikonartikel u. a. zum katholischen Eheverständnis, zur Rechtsstellung wiederverheirateter Geschiedener in der katholischen Kirche und zur Problematik der so genannten viri probati. Puza hat sich auch mit rechtshistorischen Fragen beschäftigt und Publikationen zur Rechtsprechung der Apostolischen Signatur und der Römischen Rota in der frühen Neuzeit vorgelegt. Außerdem widmen sich zahlreiche Veröffentlichungen Fragestellungen aus dem Bereich des Staatskirchenrechts. So hat sich Puza mehrfach mit Problemen des Kirchenpatronats auseinandergesetzt. Wiederholt äußerte er sich zu staatskirchenrechtlichen Fragen im Zusammenhang mit der deutschen Wiedervereinigung.
Zu seinem sechzigsten Geburtstag erhielt Puza eine Festschrift unter dem Titel Flexibilitas iuris canonici (hrsg. von Andreas Weiß und Stefan Ihli, Frankfurt 2003).
Bereits heute kann aber festgestellt werden, dass neben der Frage der Stellung der Laien in der katholischen Kirche die diakonische Funktion des Kirchenrechts ein besonderes Anliegen Puzas ist. Er steht damit in der Tradition der Schule der italienischen Laienkanonisten und des Zweiten Vatikanischen Konzils. Recht im Dienste des Heiles der Menschen verlangt für Puza eine geschmeidige Auslegung der Rechtsnormen unter Anwendung kirchenrechtlicher Prinzipien wie z. B. Epikie, Aequitas canonica und Oikonomia.
Aufgrund seines neuen Forschungsschwerpunkts der Vergleichung religiöser Rechtsordnungen hat Puza sich zudem Verdienste um den Dialog der Konfessionen und Religionen erworben. Durch diesen interreligiösen Dialog, durch vor allem internationale Forschungskooperationen und durch einen rechtshistorisch relativierenden Blickwinkel versucht Puza, die Begrenztheit der kirchenrechtlichen Schulen innerhalb Deutschlands zu überschreiten und dadurch seinem Fach neue Horizonte zu eröffnen.

## Werke

### Monographien
1. Res iudicata. Rechtskraft und fehlerhaftes Urteil in den Decisionen der Römischen Rota, Graz 1973.
2. Katholisches Kirchenrecht, Heidelberg 1986; 2. Auflage 1993
3. Franz Xaver Wernz – Lehrer, Kanonist und Jesuitengeneral aus Rottweil. Ein deutscher Kirchenrechtler in Rom, Rottweil 1994.

### Herausgeberschaften und Mitherausgeberschaften
1. Programm ERASMUS Theologie Lyon (F) – Tübingen (D) – Fribourg (CH) – Madrid (E) – Maynooth (IRL), hrsg. v. Puza, Richard, Tübingen u. a. o. J.
2. Rechtswissenschaften, hrsg. v. Puza, Richard / Lube, Manfred, 1. A. Graz 1974.
3. Fachliche Benützungsanleitung für die Bibliotheken der Universität Graz. Band 7: Rechtswissenschaften. Mit Anleitung zum Studium, hrsg. v. Puza, Richard / Lube, Manfred, 2. A., Graz 1977.
4. Die Lage der Dozenten an den Universitäten in Österreich, hrsg. v. Kneucker, Raoul F. / Puza, Richard, Wien 1977.
5. Mit-Herausgeberschaft bei der ThQ seit 1980.
6. Der CIC 1983 (Sonderheft der ThQ), hrsg. v. Puza, Richard, München 1983.
7. Beiträge zum Kirchenrecht, hrsg. v. Grote, Heiner / Kaiser, Matthäus / Puza, Richard, Schwerte 1984.
8. Eine Kirche – ein Recht? Kirchenrechtliche Konflikte zwischen Rom und den deutschen Ortskirchen, hrsg. v. Puza, Richard / Kustermann, Abraham P., Stuttgart 1990.
9. Die Kirchen und die deutsche Einheit. Rechts- und Verfassungsfragen zwischen Kirche und Staat im geeinten Deutschland, hrsg. v. Puza, Richard / Kustermann, Abraham P., Stuttgart 1991.
10. Viri probati (Sonderheft der ThQ), hrsg. v. Puza, Richard / Mieth, Dietmar, München 1991.
11. Staatliches Religionsrecht im europäischen Vergleich, hrsg. v. Puza, Richard / Kustermann, Abraham P., Fribourg 1993.
12. Beginn und Ende der Ehe. Aktuelle Tendenzen in Kirchen- und Zivilrecht, hrsg. v. Puza, Richard / Kustermann, Abraham P., Heidelberg 1994.
13. Wiederverheiratete Geschiedene (Sonderheft der ThQ), hrsg. v. Puza, Richard / Mieth, Dietmar / Hünermann, Peter, München 1995.
14. Neue Verträge zwischen Kirche und Staat. Die Entwicklung in Deutschland und Polen, hrsg. v. Puza, Richard / Kustermann, Abraham P., Fribourg 1996.
15. Synodalrecht und Synodalstrukturen. Konkretionen und Entwicklungen der „Synodalität“ in der katholischen Kirche, hrsg. v. Puza, Richard / Kustermann, Abraham P., Fribourg 1996.
16. Bilderstreit um die Ehe. Theologische und kanonistische Erblasten eines aktuellen Konflikts, hrsg. v. Puza, Richard / Kustermann, Abraham P., Fribourg 1997.
17. Iustitia in caritate. Festgabe für Ernst Rößler zum 25-jährigen Dienstjubiläum als Offizial der Diözese Rottenburg-Stuttgart, hrsg. v. Puza, Richard / Weiß, Andreas, Frankfurt a. M. u. a. 1997.
18. NomoK@non. (Staats)Kirchenrecht im Web, Internetzeitschrift unter der Adresse http://www.nomokanon.de, hrsg. v. Puza, Richard, Tübingen 1998 ff.
19. Nach Scheidung im Recht. Die Rechtsstellung wiederverheirateter Geschiedener in der katholischen Kirche, hrsg. v. Puza, Richard / Ihli, Stefan / Frank, Engelbert, Tübingen 2001.
20. Zivilreligion (Sonderheft der ThQ), hrsg. v. Puza, Richard, München 2003.
21. Unité des nations, pluralisme religieux et construction européenne (LeSuppl, Sonderheft Nr. 228), hrsg. v. Puza, Richard / Durand, Jean-Paul, Paris 2004.
22. Kirchen und Religionsgemeinschaften als „Motoren Europas“. Bausteine zu einem europäischen Religionsrecht, hrsg. v. Puza, Richard / Ihli, Stefan, Berlin u. a. 2007.
23. Lexikon kirchlicher Amtsbezeichnungen der Katholischen, Evangelischen und Orthodoxen Kirchen in Deutschland, hrsg. v. Puza, Richard, Stuttgart 2007.
24. Kirchliche Stiftung zwischen kirchlichem und staatlichem Recht. Zur zeitgemäßen Profilierung eines alten Finanzierungs- und Rechtsinstituts, hrsg. v. Puza, Richard / Ihli, Stefan / Kustermann, Abraham Peter, Berlin u. a. 2008.